# Jiří Orten
Jiří Orten (Kutná Hora, 30 augustus 1919 - Praag, 1 september 1941), geboren als Jiří Ohrenstein, was een Tsjechische dichter. Zijn werk werd beïnvloed door het surrealisme en folklore.

## Levensloop
Orten werd geboren als Jiří Ohrenstein. Als Jood was zijn leven onder het naziregime uiterst beperkt, maar het lukte hem een tijdlang onder pseudoniemen te schrijven. Door de verslechterde situatie kwam hier al na het verschijnen van zijn eerste dichtbundel Čítanka jaro, dat in 1939 uitkwam, een einde aan. Acht dagen voor zijn overlijden werd zijn werk dat onder pseudoniemen verscheen, in het antisemitische tijdschrift Arijský boj aan de kaak gesteld. Hoewel Orten in zijn jeugd interesse had getoond in het communisme waren de religieuze thema's in zijn gedichten duidelijker aanwezig.
Op 30 augustus 1941 werd Orten aangereden door een ambulance. Hij werd naar de algemene ziekenboeg gebracht, die hem vanwege zijn Joodse achtergrond een behandeling weigerde. Twee dagen later overleed Orten in een ander ziekenhuis. In de daaropvolgende jaren verwierf Orten een cultstatus, maar de communisten verwierpen zijn werk. Tijdens de Praagse Lente ontstond er echter hernieuwde belangstelling voor Ortens poëzie. Deze herwaardering bracht Tsjecho-Slowakije ertoe om in 1987 de Jiří Orten Award, een literaire prijs voor jonge Tsjechische auteurs, in het leven te roepen. In 2002 won Jaroslav Rudiš deze prijs voor zijn debuutroman Nebe pod Berlínem.
In 2011 verscheen White Picture, een verzameling poëzie van Orten vertaald in het Engels.

## Publicaties
- Čítanka jaro (1939)
- Cesta k mrazu (1940)
- Jeremiášův pláč (1941)
- Ohnice (1941)
- Elegie (1946)
- Deníky Jiřího Ortena (1958)
- Eta, Eta, žlutí ptáci (1966)